# Ernst Christoph von Koppelow

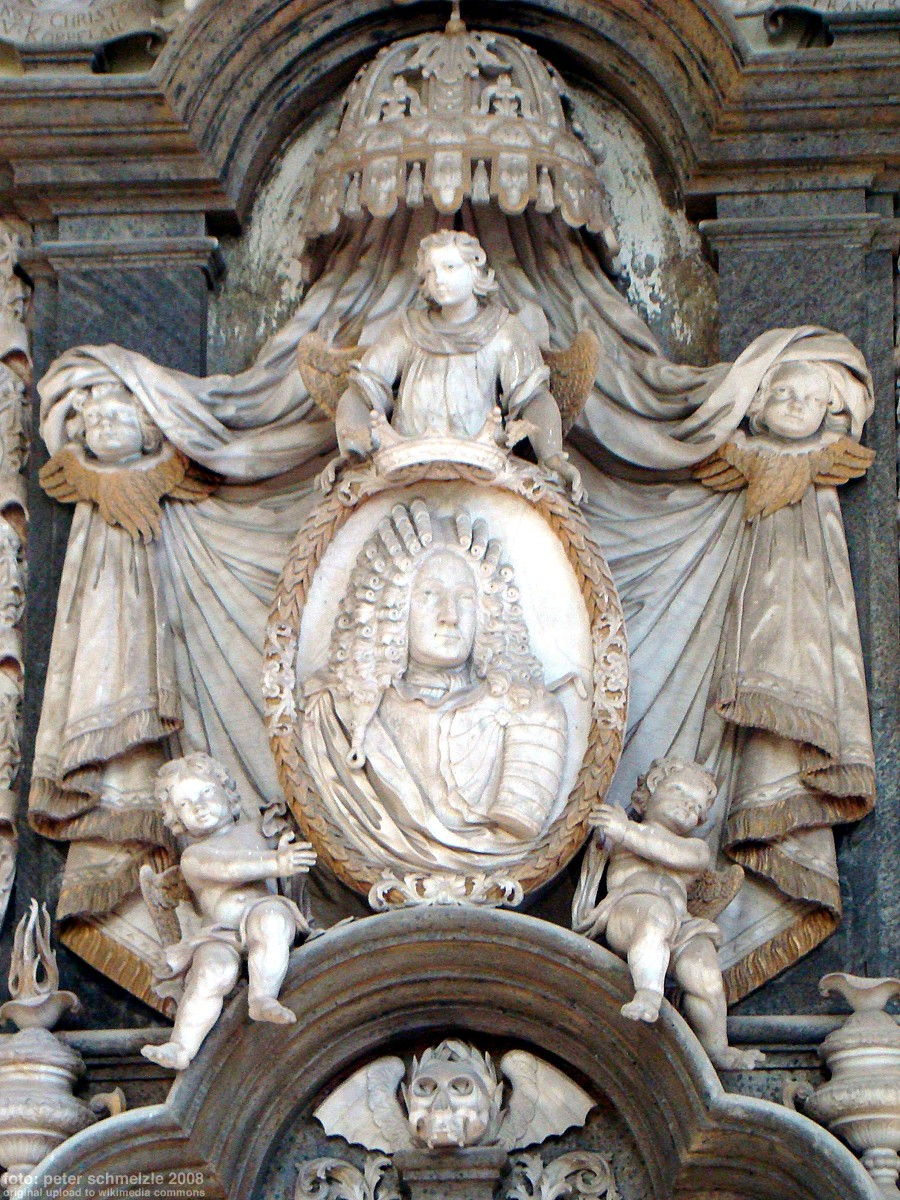
Detail vom Epitaph des E. C. von Koppelow in der Kirche Ivenack

Ernst Christoph von Koppelow (* 11. November 1659; † 23. Juni 1721 in Ivenack) war Geheimer Rat und mecklenburgischer Rittergutsbesitzer. Auf ihn geht der Wiederaufbau von Schloss Ivenack und Kirche Ivenack im frühen 18. Jahrhundert zurück.

## Leben
Koppelow war Besitzer der Güter Bakendorf, Gammelin, Vietzen und Kadelübbe im ritterschaftlichen Amt Wittenburg, die zum bevorzugten Jagdrevier des mecklenburgischen Herzogs Friedrich Wilhelm (I.) (1675–1713) nahe dessen Residenz zählten. Im Jahr 1709 drängte ihn Friedrich Wilhelm zu einem Tauschvertrag, durch den Koppelow im Tausch für seine bisherigen Besitztümer das bis dahin herzogliche Amt Ivenack mit den zugehörigen Höfen Bauhof, Zolkendorf, Fahrenholz, Krummensee, Goddin, Basepohl und Wackerow erhielt. In den Urkunden ist bezeugt, dass sich Koppelow nur schweren Herzens auf den Tauschhandel einließ. In Ivenack hatte sich einst ein Zisterzienserinnenkloster befunden, das durch die mecklenburgischen Herzöge säkularisiert wurde. In der Folge war dort ein herzogliches Amt und ein Herrensitz entstanden, die jedoch im Dreißigjährigen Krieg verwüstet und bis zum Zeitpunkt des Tauschvertrags nicht wiederhergestellt worden waren. Der Vertrag beinhaltete darum auch eine Ausgleichszahlung von 5000 Talern zum Bau eines neuen Herrenhauses.
Koppelow veranlasste den Wiederaufbau vom Schloss Ivenack und der Kirche Ivenack, in der sich auch sein um 1721 von Heinrich Johann Bülle geschaffenes Epitaph befindet. 

### Familie
Er war mit Juliane von Francke verheiratet, Tochter des Geheimen Rats Christian von Francke († 1697). Das Paar hatte keine Kinder. Durch diese Heirat kam er in den Besitz der Bakendorfer Güter, die er 1709 gegen Ivenack tauschte. Nach seinem Tod heiratete seine Witwe Helmuth von Plessen, wodurch das Gut Ivenack in den Besitz der Familie von Plessen kam.